# Jaime de Figueiredo
Jaime Soares de Figueiredo (Vila do Porto (Açores), 24 de novembro de 1896 — Lisboa, 21 de março de 1964) foi um escritor e publicista que se destacou na divulgação da história e do folclore da ilha de Santa Maria.

## Biografia
Nasceu na Vila do Porto, ilha de Santa Maria. Depois de cursar o curso de Ciências no Liceu Nacional de Ponta Delgada concluiu a lLicenciatura em Ciências Económicas e Financeiras pela Universidade Técnica de Lisboa. Terminado o curso, ingressou na carreira de funcionário aduaneiro. Foi verificador, escrivão do contencioso fiscal da Alfândega de Lisboa, chefe do Posto de Despacho de Santa Maria (Açores) e chefe de secção da 2.ª repartição da Direcção-Geral das Alfândegas. Após ingressar na carreira de técnico superior e de se fixar em Lisboa, foi subchefe da Repartição Técnica da Direcção-Geral das Alfândegas, secretário do Conselho do Serviço Técnico Aduaneiro e da Comissão Revisora de Pautas e Secretário da Comissão de Valores de Exportação (1954).
Deixou uma vasta obra, quase toda de temática mariense ou ligada ao descobrimento dos Açores, tendo sido colaborador assíduo da imprensa açoriana e editor de diversos trabalhos de divulgação açoriana. Foi colaborador da Grande Enciclopédia Portuguesa e Brasileira sobre temáticas açorianas.
Em Lisboa foi sócio fundador da Casa dos Açores de Lisboa (membro da sua comissão organizadora) e secretário de sucessivas direcções  daquela instituição. Foi sócio do Instituto Cultural de Ponta Delgada, sócio da Sociedade Afonso Chaves (Açores) e do Instituto Histórico do Minho.
O seu nome faz parte da toponímia de Vila do Porto, onde existe o Largo Doutor Jaime Figueiredo.

## Obra
Entre outras obras é autor de:
- Rosas de Santa Maria. Lisboa : Parceria António Maria Pereira, 1940;
- Impérios marienses : folclore açoriano. Lisboa : C. de Oliveira, Limitada (editores), 1957;
- In Memoriam : José Leandres de Chaves. Lisboa : Empresa Tipográfica Casa Portuguesa, 1959;[4]
- A arborização na Ilha de Santa Maria . In: Livro do Primeiro Congresso Açoreano que se reuniu em Lisboa de 8 a 15 de Maio de 1938. Grémio dos Açores, Ponta Delgada, pp. 435-438;
- A cabotagem nas ilhas dos Açores (em colaboração com Augusto Gil Bettencourt da Silva). In: Livro do Primeiro Congresso Açoreano que se reuniu em Lisboa de 8 a 15 de Maio de 1938. Grémio dos Açores, Ponta Delgada, pp. 575-577;
- A instrução primária profissional nas ilhas pequenas. In: Livro do Primeiro Congresso Açoreano que se reuniu em Lisboa de 8 a 15 de Maio de 1938. Grémio dos Açores, Ponta Delgada, pp. 597-598;
- Ilha de Gonçalo Velho : da descoberta até ao aeroporto!. Vila do Porto : Câmara Municipal, 1990;
- O mal insulano : os Açores e a falada autonomia. In: Na senda da identidade açoriana (organização de Carlos Cordeiro), Ponta Delgada [Gráfica Açoriana], 1995, pp. 143-146;
- Uma Alfândega em Santa Maria. Lisboa : [s.n.], 1954.